# Cristabotys
Cristabotys is een geslacht van vlinders uit de familie van de grasmotten (Crambidae). De wetenschappelijke naam van dit geslacht is voor het eerst voorgesteld door Koen Maes in een publicatie uit 2024.

## Etymologie
De naam verwijst naar de typische kamvormige transtilla (Latijn = crista) en Botys, een naam die door de oudere auteurs gebruikt werd voor Pyraloidea.

## Soorten
Dit geslacht is monotypisch, dat wil zeggen dat het maar één soort heeft namelijk Cristabotys pastrinalis (Guenée, 1862)